# Pablo Lescano
Pablo Sebastián Lescano (San Isidro, 8 de diciembre de 1977) es un cantante y músico argentino, líder de Damas Gratis.

## Biografía
Pablo Lescano nació el 8 de diciembre de 1977, hermano de Anahi Martinez, en
San Isidro, provincia de Buenos Aires. Es hijo de Luis Lescano y Norma Gómez. Tiene una hermana, Romina, y un hermano menor, Matías, apodado Junior, que murió a los diecisiete años. Fue criado en el barrio La Esperanza de San Fernando. Con ayuda de su padre, a los doce años se compró un teclado que terminó de pagar en cuotas mientras trabajaba en una almohadonería. Tocaba con un amigo del barrio, a quien su madre le había comprado un pequeño teclado y un acordeón.[cita requerida] Durante la escuela secundaria, tomó algunas clases de piano y solfeo.
A los doce años, integró su primer grupo de cumbia, Sueño de Amar, cuyo líder era el vocalista de Amar Azul, Miguel D'Annibale. En ese grupo conoció a Ariel Fernández, a quien luego convocaría para ser la voz del conjunto Amar y Yo. En 1995 participa como compositor y arreglista de teclados en Capricho de Luna, para la cual compuso sus dos primeros temas, "La Boquilluda" y "Amiga". Al año siguiente lo convocan para ser tecladista de Amar Azul. En 1999 creó uno de los primeros grupos de cumbia villera, Flor de Piedra, aunque no participó de dicha agrupación. Quien sí lo hizo fue su hermana, que lo acompañaría posteriormente en Damas Gratis.
En febrero de 2000, debido a un accidente de moto, Lescano quedó postrado ocho meses. En ese tiempo, dejó de ser el tecladista de Amar Azul y comenzó a componer las letras del primer disco de Damas Gratis, Para los pibes, algunas de las cuales fueron cortes que sobraron del álbum debut del grupo Flor de Piedra.
Tras varios cambios de formación y la ausencia de un cantante principal, Lescano decidió ser la voz líder de Damas Gratis. 
Lescano ha trabajado con cantantes y grupos de rock como Fidel Nadal, Los Fabulosos Cadillacs, Brayam y la superliga, Dancing Mood y Andrés Calamaro, quien también participó en el séptimo disco de estudio de Damas Gratis, Esquivando el éxito. Además, ha incursionado en el cine: en 2002 compuso canciones para El bonaerense y en 2009 realizó un cameo en Todoterreno, la película, protagonizada por el grupo de rock Kapanga.
Lescano incorpora nuevos sonidos en su estilo, como el teclado principal protagonista y el uso de sintetizadores, por lo que su manera de hacer cumbia se diferenció del resto de los países; tiempo después su música se hizo más psicodélica y surge así una nueva tendencia en América Latina donde muchos artistas convierten cumbia villera en cumbia psicodélica.
En 2025 Pablo fue reconocido con un Premio Konex por su trayectoria como músico tropical en la última década en la Argentina.

## Su estudio
El estudio donde Pablo Lescano produce su música queda ubicado en la Zona Norte de Buenos Aires, en la localidad de San Fernando.

## Discografía

### Con Damas Gratis
| Año  | Disco                                    | Discográfica |
| ---- | ---------------------------------------- | ------------ |
| 2000 | Para los pibes                           | DBN          |
| 2001 | Hasta las manos                          | DBN          |
| 2002 | Operación Damas Gratis                   | DBN          |
| 2003 | 100% Negro cumbiero                      | DBN          |
| 2004 | En vivo                                  | Magenta      |
| 2005 | Sin remedio                              | Magenta      |
| 2006 | Solo para entendidos                     | Magenta      |
| 2007 | La gota que rebasó el vaso               | Pelo Music   |
| 2009 | 10 años de oro - En vivo en el Luna Park | Pelo Music   |
| 2011 | Esquivando el éxito                      | EMI Music    |
| 2016 | Somos nosotros los buenos                | Pelo Music   |
| 2018 | 40 Minutos ATR                           | Pelo Music   |

### Amar Azul
- Dime Tu (1996)
- Cumbia Nena (1998)
- Gracias a vos (1999)

### Los Gedes
- Con síndrome de abstinencia (2002)
- Alta Gira (2004)
- No duermen... descansan (2007)
- A geder ke no vale nada (2009)
- Contala como quieras (2014)
- La fiesta es nuestra (2016)

### Flor de Piedra
- La Banda más loca (1999)
- Más duros que nunca (2000)

### Amar y Yo
- Cumbia Gurisa Baila Petisa (2001)

### Jimmy y su Combo Negro
- Homenaje a Colombia (2001)

### Otras colaboraciones
- 2008: Padre nuestro, en La luz del ritmo, de Los Fabulosos Cadillacs[13]
- 2009: Himno a Sarmiento - Lito Vitale / Kevin Johansen
- 2010: On the Rock - Andrés Calamaro
- 2010: La gran estafa del tropipunk - Kumbia Queers
- 2011: Ámame - Karina / Pablo Granados
- 2015: La Koketa - Los Siriguayos Colombia
- 2016: Homenaje - Daniel Cardozo
- 2019: La encontré en el chino - Si Pagan Voy
- 2019: 22 - Tini / Greeicy
- 2021: Pistola (Remix) - L-Gante, Damas Gratis, El Más Ladrón, DT.Bilardo
- 2022: QUE A PASAO (Remix) - Big Apple, Damas Gratis, Homer El Mero Mero, Kaleb Di Masi